# Kisshōmaru Ueshiba
Kisshōmaru Ueshiba (jap. 植芝 吉祥丸, Ueshiba Kisshōmaru; * 27. Juni 1921 in Ayabe; † 4. Januar 1999) war ein japanischer Aikidō-Meister und Dōshū des Aikikai.

## Leben
Er war der dritte Sohn von Ueshiba Morihei, dem Begründer des Aikidō, und dessen Frau Ueshiba Hatsu. In den Jahren 1936 bis 1942 lernte er Aikidō bei seinem Vater. An der Waseda-Universität studierte er Wirtschaft.
Im Jahr 1942 übernahm er von seinem Vater den Aikikai Honbu Dōjō in Tokio als amtierender Dōshū (Meister des Weges) und Direktor. Nach dem Tode von Ueshiba Morihei übernahm er diese Funktion auch im Aikikai. Als Dōshū war er der führende Mann des Aikidō, der das Erbe seines Vaters weltweit im Verband des Aikikai bewahrte. Er gab regelmäßig auf der ganzen Welt Lehrgänge im Aikidō. Seine erste Reise ins Ausland zu diesem Zweck war im Jahre 1964 nach Europa und Amerika. 
Am 29. März 1987 erhielt Kisshōmaru Ueshiba die japanische Ehrenmedaille am Blauen Band für seine Arbeit; 1992 die Ehrendoktorwürde durch die Polytechnische Universität Valencia.
Nach seinem Tod ging das Amt des Dōshū an seinen Sohn Moriteru Ueshiba über.

## Werke
- Kisshōmaru Ueshiba: Der Geist des Aikidō. ISBN 3-932337-37-9
- Kisshōmaru Ueshiba, Moriteru Ueshiba: Best Aikido – The Fundamentals. Kodansha, 2002, ISBN 4-7700-2762-1

| Personendaten    | Personendaten              |
| ---------------- | -------------------------- |
| NAME             | Ueshiba, Kisshōmaru        |
| ALTERNATIVNAMEN  | 植芝吉祥丸                 |
| KURZBESCHREIBUNG | japanischer Aikidō-Meister |
| GEBURTSDATUM     | 27. Juni 1921              |
| GEBURTSORT       | Ayabe                      |
| STERBEDATUM      | 4. Januar 1999             |